# Distretto di Castelo Branco
Il distretto di Castelo Branco è un distretto del Portogallo continentale, appartenente alla provincia tradizionale della Beira Bassa (Beira Baixa) (parte meridionale della Beira Interna (Beira Interior)). Confina con il distretto di Guarda a nord, con la Spagna (provincia di Cáceres), con i distretti di Portalegre e di Santarém a sud, di Leiria e di Coimbra a ovest. La superficie è di 6.675 km² (4º maggior distretto portoghese), la popolazione residente (2001) è di 208.069 abitanti. Capoluogo del distretto è Castelo Branco.

## Geografia antropica

### Suddivisioni amministrative
Il distretto di Castelo Branco è diviso in 11 comuni:
- Belmonte
- Castelo Branco
- Covilhã
- Fundão
- Idanha-a-Nova
- Oleiros
- Penamacor
- Proença-a-Nova
- Sertã
- Vila de Rei
- Vila Velha de Ródão

Nell'attuale divisione del paese, il distretto è completamente compreso nella regione Centro e diviso in 3 subregioni, una delle quali comprende un comune del distretto di Santarém: Beira Interna Sud (Beira Interior Sul, Cova da Beira e Pinhal Interno Sud (Pinhal Interior Sul). In sintesi:
- Regione Centro
  - Beira Interna Sud
    - Castelo Branco
    - Idanha-a-Nova
    - Penamacor
    - Vila Velha de Ródão

  - Cova da Beira
    - Belmonte
    - Covilhã
    - Fundão

  - Pinhal Interno Sud
    - Oleiros
    - Proença-a-Nova
    - Sertã
    - Vila de Rei

## Geografia fisica
Il distretto di Castelo Branco è dominato da 3 strutture fondamentali: la regione della valle del Tago (Tejo) a sud, è una vasta regione di altitudine moderata (tra 200 e 400 m) e poco accidentata. A nord, si estende da nord-est a sud-ovest una seconda regione, piuttosto accidentata, che comprende la Serra de Alvelos, la Serra do Muradal, la Serra da Gardunha e la Serra da Malcata, che per la maggior parte è compresa nel distretto di Guarda. A nord-est di quest'area, la Cova da Beira corrisponde alla valle del fiume Zêzere e di alcuni suoi affluenti. La regione occidentale del distretto accompagna la valle dello Zêzere, discendendo dalle alture di Alvelos. Appartiene al distretto la maggior parte del versante sud della Serra da Estrela.
Idrograficamente, il distretto fa completamente parte del bacino del Tago. I principali fiumi, oltre al Tago, sono affluenti o subaffluenti di questo fiume. Il più importante è lo Zêzere, con gli affluenti rio Paul, Meimoa e ribeira da Sertã. Altri fiumi rilevanti sono il fiume Ocreza, il fiume Ponsul e il fiume Erges, che fa da frontiera con la Spagna per più di 40 km. Tutti questi fiumi scorrono più o meno nella stessa direzione, da nord-est a sud-ovest, ad eccezione dell'Erges, il cui corso va principalmente da nord a sud.
Per quanto riguarda l'orografia, le maggiori altitudini si riscontrano nella serra da Estrela; il confine del distretto passa molto vicino al punto più alto del Portogallo continentale (1.993 m). All'interno dei confini del distretto si trovano altre altitudini elevate: il punto più alto della serra do Açor (1.418 m) è sul confine con il distretto di Coimbra, e la seconda massima elevazione della serra da Malcata (1.072 m) si trova sul confine con il distretto di Guarda, molto vicino alla Spagna. Nell'interno del distretto, i punti più elevati sono le cime della Gardunha (1.227 m), di Alvelos (1.084 m) e di Muradal (912 m).